# Szutrély Gyula
Szutrély Gyula, teljes nevén Szutrély Gyula Béla Antal (Budapest, 1915. március 31. – Budapest, 1960. december 8.) magyar gyermekorvos, kórházi főorvos, az orvostudományok kandidátusa (1956).

## Életpályája
Szutrély Antal János (1887–1954) orvos és Csepreghy Ilona fiaként született. Középiskolai tanulmányait 1925 és 1933 között a Ciszterci Rend Budapesti Szent Imre Gimnáziumában végezte. 1939. szeptember 23-án a budapesti Pázmány Péter Tudományegyetemen avatták orvosdoktorrá. Orvostanhallgatóként két félévet a Bécsi Egyetemen töltött. 1938 és 1944 között a Gyermekgyógyászati Klinika díjtalan gyakornoka, 1944-től fizetéstelen tanársegéde, majd adjunktusa volt. A második világháború idején bevonult katonaorvosi szolgálatra, s két éven át a 11. helyőrségi kórházban működött.
1957-ben kinevezték az – akkor alapított – Országos Kardiológiai Intézet gyermekosztályának főorvosává.

### Munkássága
Jelentős a veleszületett szívbajokkal, a reumás szívbetegségek kórlényegével és megelőzésével, valamint a szívbillentyűhibák számos kérdésével foglalkozó munkássága. Nagy érdeme, hogy országos viszonylatban intézményesen megszervezte a gyermekkardiológiát. Több közleménye jelent meg hazai és külföldi szakfolyóiratokban.

### Családja
1942. december 3-án, Budapesten házasságot kötött Sidó Vilma Mária Idával (1919–1986).
Temetése a Farkasréti temetőben történt (9/1-2-13).

## Művei
- Agyhártyagyulladással szövődött sziklacsontgennyedés penicillin-kezeléssel gyógyult esete. Farkas Évával, Szolnoki Györggyel és Vörnle Z. Máriával. (Orvosok Lapja, 1947, 4.)
- Adatok a tricuspidalis billentyű relatív elégtelenségének pathológiájához és diagnostikájához a gyermekkorban. (Gyermekgyógyászat, 1950, 1.)
- A szív és nagyerek fejlődési rendellenességeinek röntgendiagnosztikája. Erdélyi Mihállyal. (Gyermekgyógyászat, 1950, 2-3.)
- Új jel a csökkent fejlettségű, nem működő jobb kamra kórisméjében. (Gyermekgyógyászat, 1951, 1.)
- Veleszületett hályog és szívfejlődési rendellenesség terhesség alatt fellépő rubeola után. (Gyermekgyógyászat, 1951, 5.)
- Környezeti ártalmak szerepe gyermekkori szívpanaszok előidézésében. Liebermann Lucyval. (Gyermekgyógyászat, 1951, 6.)
- Tetanusos gyermekek elektrokardiogrammjáról. (Gyermekgyógyászat, 1951, 11.)
- A vörösvértestsüllyedés értékelhetősége decompenzált carditisben. Tomory Emíliával. (Gyermekgyógyászat, 1952, 3.)
- Praemortalis sinus bradycardia csecsemőben. Gerlóczy Ferenccel. (Gyermekgyógyászat, 1953, 5.)
- Energetikai-dynamikai szívelégtelenség csecsemőkori toxicosisban és atrophiában. Tomory Emíliával. (Gyermekgyógyászat, 1953, 6.)
- Cardio-respiratoricus dysfunctio a gyermekkorban. Tomory Emíliával. (Gyermekgyógyászat, 1953, 11.)
- Szív- és vérkeringési betegségek. (Gegesi Kiss Pállal; Budapest, 1953
- Az aortico-pulmonalis septum defectus diagnosticai és sebészeti jelentősége. Kudász Józseffel, Szutrély Antallal. – Az arachnodactyliáról, különös tekintettel a röntgendiagnosisra. Gefferth Károllyal. (Gyermekgyógyászat, 1954, 5.)
- Szívhangok és zörejek. Tomory Emíliával, Budapest, 1955
- Hypothermia és hibernatio X. Hibernatio kapcsán szerzett cardiologiai tapasztalatok. Véghelyi Péterrel. (Orvosi Hetilap, 1956, 17.)
- Hypothermia és Hibernatio XI. Az eljárás javaslatai saját eredményeink tükrében. Többekkel. (Orvosi Hetilap, 1956, 20.)
- Az adrenergiás idegrendszer ingerlékenységét csökkentő szerek alkalmazása a supraventricularis paroxysmalis tachycardia gyógykezelésében. Voltay Bélával. (Orvosi Hetilap, 1956, 35.)
- Adatok a praesystoles (auricularis) zörej eredetéhez. Tomory Emíliával. (Orvosi Hetilap, 1956, 38.)
- A cocktail lytique két újabb alkalmazási területe. Ránky Lászlóval. (Orvosi Hetilap, 1956, 40.)
- Meghalt szíveseteink tanulságai. Tóth Magdolnával. (Gyermekgyógyászat, 1957, 3-4.)
- Ritka elsődleges nagyértágulatok a gyermekkorban. Kis-Várday Gyulával. (Gyermekgyógyászat, 1958, 12.)
- Congenitális vitium egypetéjű ikrekben. Péntek Erzsébettel. (Gyermekgyógyászat, 1959, 11.)
- Angiocardiographias vizsgálataink Odelca kamrával. Kis-Várday Gyulával. (Orvosi Hetilap, 1959, 18.)
- Heveny staphylococcus-pericarditisekről. Horváth Györggyel. (Gyermekgyógyászat, 1960, 2.)
- Heveny staphylococcus-sepsishez csatlakozó szívburok gennyesedés és többszörös tályogképződés a szívizomban. Horváth Györggyel. (Gyermekgyógyászat, 1960, 4.)
- A gyermekkori rheumás láz korszerű kezeléséről. Marcsek Zoltánnal, Andriska Jolánnal. (Orvosi Hetilap, 1960, 29.)
- Az antihumanglobulin-consumptios test jelentősége a gyermekkori rheumás lázban. Osztovics Magdával. (Orvosi Hetilap, 1960, 42.)
- A mitralis insufficientia zörejének regisztrálása az interscapuláris térben. Tomory Emíliával. (Orvosi Hetilap, 1960, 43.)
- A gyermekkori mitralis commissurotomiák indicatiojáról és eredményeiről. Tomory Emíliával, Temesvári Antallal. (Orvosi Hetilap, 1960, 50.)